# Jimmy Nelson
Pour les articles homonymes, voir James Nelson et Nelson.
James Jacob Nelson (né le 5 juin 1989 à Klamath Falls, Oregon, États-Unis) est un lanceur droitier des Ligues majeures de baseball jouant avec les Brewers de Milwaukee.

## Carrière
Jimmy Nelson est d'abord repêché au 39e tour de sélection par les Reds de Cincinnati en 2007 mais il ne signe pas de contrat avec le club et rejoint plutôt le Crimson Tide de l'Université de l'Alabama. En 2010, il est repêché en 2e ronde par les Brewers de Milwaukee.
Lanceur partant dans les ligues mineures, Nelson gradue au niveau Triple-A chez les Sounds de Nashville au cours de l'année 2013, après un bon départ dans le Double-A avec les Stars de Huntsville. Il fait ses débuts dans le baseball majeur comme lanceur de relève pour les Brewers de Milwaukee, le 6 septembre 2013 contre les Cubs de Chicago. Après 3 bonnes présences comme releveur, il obtient sa première chance comme partant le 28 septembre contre les Mets de New York, qu'il limite à un point et un coup sûr en 5 manches lancées, même s'il accorde 3 buts-sur-balles. En 4 matchs pour Milwaukee en fin de saison 2013, Nelson présente une moyenne de points mérités de 0,90 avec un seul point accordé sur deux coups sûrs en 10 manches lancées.